# Colorado Tennis Classic 2004
Il Colorado Tennis Classic 2004 è stato un torneo di tennis facente parte della categoria ATP Challenger Series nell'ambito dell'ATP Challenger Series 2004. Il torneo si è giocato a Denver negli Stati Uniti dal 2 all'8 agosto 2004 su campi in cemento.

## Vincitori

### Singolare
Brian Baker ha battuto in finale  K.J. Hippensteel con il punteggio di 7–6(5), 6–4

### Doppio
Brian Baker /  Rajeev Ram hanno battuto in finale  Jamie Delgado /  Jonathan Marray con il punteggio di 6–2, 6–2